# Carl Aigner
Carl Aigner (* 1954, Ried im Innkreis) je rakouský historik umění a současný ředitel Landesmuseums Niederösterreich.

## Životopis
Vyrůstal v Horním Rakousku a studoval v Salcburku a Paříži historii, germanistiku, dějiny umění a žurnalistiku. Jako vysokoškolský pedagog pracuje od roku 1998, mimo jiné na Univerzitě užitého umění ve Vídni. V roce 1991 založil mezinárodní umělecký časopis Eikon, který se zabývá fotografií a novými médii. Od roku 1997 do roku 2003 působil jako ředitel Kunsthalle Krems. Na Universität für Weiterbildung Krems byl projektový vedoucí oddělení kulturních studií.
V roce 2001 se stal ředitelem Landesmuseums Niederösterreich. Od roku 2005 do roku 2008 byl také prezidentem rakouského střediska Mezinárodní rady muzeí (ICOM Rakousko).

## Dílo
- spoluautor Wilfried Seipel: Diskurse der Bilder. Photokünstlerische Reprisen kunsthistorischer Werke. Kunsthistorisches Museum, Wien 1993.
- spoluautor Hubertus von Amelunxen a Walter Smerling: Tomorrow For Ever. Architektur / Zeit / Photographie (= Die Kunst der Zeit. Bd. 1). DuMont, Köln 1999.
- spoluautor Götz Pochat: Zeit / Los. Zur Kunstgeschichte der Zeit (= Die Kunst der Zeit. Bd. 2). DuMont, Köln 1999.
- spoluautor Uli Marchsteiner: Haltbar bis… Immer schneller. Design auf Zeit (= Die Kunst der Zeit. Bd. 3). DuMont, Köln 1999.